# Агафонов Микола Іванович
Мико́ла Іва́нович Агафо́нов  (23 травня 1948, Дмитрівка, Знам'янський район, Кіровоградська область, Українська РСР — 19 вересня 2002) — український політик, доктор економічних наук, професор, фахівець сільського господарства. Росіянин. Член Аграрної партії України.

## Життєпис
1968—1975 — головний зоотехнік колгоспу «Союз» Знам'янського району.
В 1976—1983 — зоотехнік-селекціонер, головний зоотехнік Дніпропетровського НВО «Еліта».
1977 року закінчив Полтавський сільгоспінститут, вчений зоотехнік. Захистив докторську дисертацію на тему «Теорія і практика реформування сільськогосподарських підприємств в орендні господарства» (1995).
У 1983—1988 — головний зоотехнік Дніпропетровського філіалу Українського НДІ розведення і штучного запліднення великої рогатої худоби.
З 1988 — директор дослідно-насіннєвого радгоспу «Науковий». Генеральний директор агрофірми «Наукова», смт Таромське Дніпропетровської області.
До 1998 — генеральний директор науково-виробничої дослідної агрофірми «Наукова» УААН, Таромське, Дніпро.

### Політична діяльність
З квітня 2002 року — кандидат в народні депутати України за виборчим округом № 28, Дніпропетровської області, самовисування. Отримав 7,17 % і посів 4 місце з 12 претендентів. На час виборів: народний депутат України, член Аграрної партії України.
Народний депутат України 3-го скликання з 12 травня 1998 до 14 травня 2002 року від виборчого округу № 28 Дніпропетровської області. На час виборів: генеральний директор науково-виробничої дослідної агрофірми «Наукова» УААН, член Аграрної партії України.
Уповноважений представник групи «Незалежні» (липень 1998 — березень 2000 років). Голова підкомітету з питань депутатської етики Комітету з питань регламенту, депутатської етики та організації роботи Верховної Ради України (з липень 1998 — квітень 2001), член Комітету з питань аграрної політики та земельних відносин (з квітня 2001 року).
22 червня 2002 року Верховна Рада України за поданням Генерального прокурора України Михайла Потебенько дала згоду на притягнення Агафонова до кримінальної відповідальності. Йому інкримінувалось привласнення понад 24 мільйонів доларів США в результаті встановлених фактів розкрадання державних коштів, приховування валюти, неконтрольованого витрачання державних коштів на оплату навчання за кордоном родичів і придбання майна, наявність банківських рахунків за кордоном та бартерних договорів з іноземними компаніями, які будувалися на «подвійній бухгалтерії».

## Нагороди
- Орден «За заслуги» ІІІ ступеня (листопад 1996)[5]. Заслужений працівник сільського господарства України.

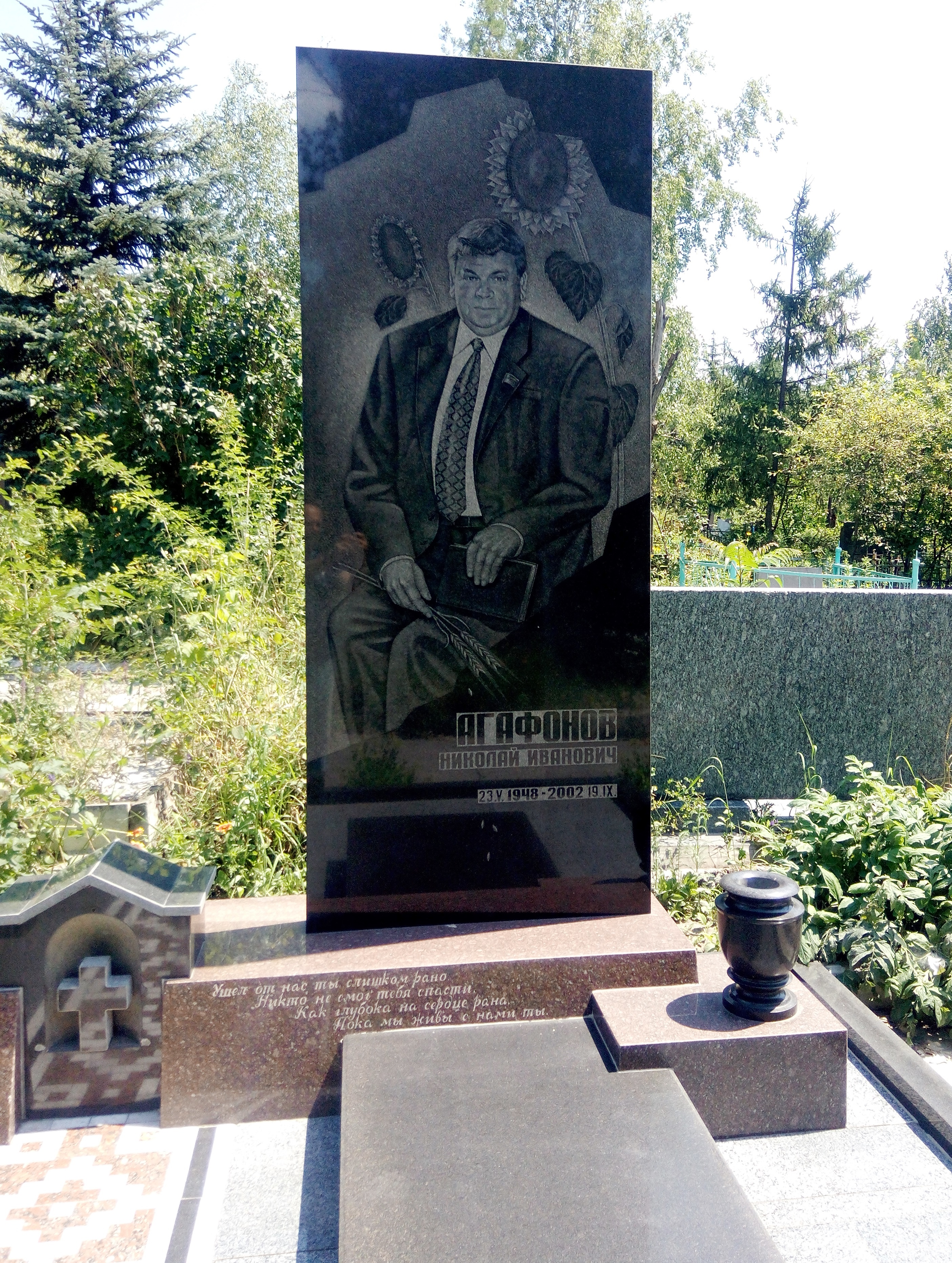
Могила Агафонова Миколи Івановича на Сурсько-Литовському кладовищі в Дніпрі